# 1982年加拿大法令
 《1982年加拿大法令》（英語：Canada Act 1982；1982 c. 11）是英國國會的一項法令，也是構成加拿大憲法的成文法則之一。它是應加拿大上議院及下議院的要求制定的，旨在將加拿大憲法本國化，結束英國國會修改加拿大憲法的權力。該法令還正式終結了《1931年西敏法規》中關於加拿大的「請求和同意」條文，根據這些條文，英國國會曾有權根據加拿大方面的要求通過適用於加拿大的法律。
該法令的附表B是《1982年憲法法令》的文本，以加拿大的兩種官方語言（即英語及法語）。由於官方雙語制的要求，加拿大法令本身的主體也在該法令的附表A中以法語譯出。該法令由第3條申明，該法令法文版「在加拿大與英文版具有同等權威」。

## 歷史
加拿大作為獨立省份聯盟的現代政治歷史始於《1867年英屬北美法令》（在加拿大正式稱為《1867年憲法法令》）。該法令將加拿大省（現為安大略省及魁北克省）與諾華斯高沙省及紐賓士域省合併為大英帝國內的自治領。加拿大採用了西敏制的政府及加拿大國會。加拿大總督在加拿大領土上代行英國君主的憲法職責。每個省都採用了類似的安排。
儘管有這樣的自治權，英國仍然有權為加拿大立法，因此加拿大在法律上仍然是一個自治的英國自治領。《1931年西敏法規》限制了英國國會為加拿大立法的權力，只有在自治領要求且同意時才適用帝國法例。這使加拿大成為了一個法律上的主權國家。英國國會亦通過了 《1949年英屬北美（第2號）法令》，賦予加拿大國會極大的憲法修訂權力。
但是，根據當時加拿大的協議，根據西敏法規第7(1)條，英國國會還保留了修訂加拿大主要憲制法規（即《英屬北美法令》）的權力。實際上，英國國會須通過法令才能對加拿大憲法進行某些修訂。加拿大憲法本國化的延遲在很大程度上是由於並沒有就所有省份，特別是魁北克省，都可以接受的修憲方式達成一致。

## 制定
《1982年加拿大法令》是英國國會應加拿大上議院及下議院之請求而通過的，終止了英國修訂加拿大憲法的權力並將該權力移交予加拿大聯邦及省政府。在與省政府進行了毫無希望的談判後，總理皮耶·杜魯多宣布聯邦政府將單方面由英國收回憲法修憲權。緬尼吐巴省、紐芬蘭省及魁北克省的回應是向省級上訴法院提出訴訟，質疑聯邦政府向英國尋求單方面修訂的權力。1981年9月，加拿大最高法院在《關於修訂憲法的決議的轉介》（Reference Re Resolution to amend the Constitution）中裁定省級同意在法律上沒有必要，但在沒有實質性同意的情況下這樣做將違反長期以來的憲制慣例。皮耶·杜魯多通過在第一部長會議期間的討論及1981年11月其他微小的變化，同意增加一項限制適用《加拿大權利與自由憲章》的但書條款（notwithstanding clause），從而成功說服十分之九的省份同意加拿大憲法本國化。 
在英國，44名國會議員投票反對該法令，其中包括24名保守黨議員及16名工黨議員，理由是擔心加拿大過去對魁北克及原住民的虧待（莊·克里田在他的回憶錄中直截了當地對此表示沮喪）；總體而言，英國政府幾乎沒有反對通過該法令。然而，對戴卓爾夫人政府文件之新研究表明，英國對將《加拿大權利與自由憲章》納入《加拿大法令》表示嚴重關切。這種擔憂部分源於英國由省級行動者處收到的抗議信，但也因為《憲章》破壞了議會至上的原則，在此之前，議會至高無上的原則一直是所有實行西敏制的政府的核心特徵。
透過《1982年加拿大法令》第2條，英國停止了對加拿大憲法的修訂。現今加拿大修憲須根據《1982年憲法法令》第V部規定的各種修訂程序。

## 公布
《1982年加拿大法令》於3月29日在英國倫敦獲得御准，但並未立即全面生效，直至4月17日由加拿大女皇伊利沙伯二世在渥太華國會山莊宣布生效。該法令的公佈標誌著歷屆政府為將憲法本國化而經歷的漫長過程及努力的結束。該法令的公佈使新的修訂方式生效，終止了英國國會在加拿大法律中的所有角色，並實施了《加拿大權利與自由憲章》。
君主在加拿大的憲制權力及職分不受該法令的影響。然而，加拿大自此成為一個完全獨立的國家，擁有完全的主權，英皇作為加拿大君主的職分與英皇作為英國君主或任何其他英聯邦王國君主的職分是分開的。與其他英聯邦王國一樣，加拿大維持以英皇為虛位的國家元首，與英國共戴一君。各英聯邦王國的君主職分雖不同，但法律上並不被視為不同的職位。

## 備註
1. ↑  The Act had the effect in the United Kingdom of ending Parliament's authority over Canada (see s.2); however the more substantive Schedule A and B (the  Constitution Act, 1982 (Loi constitutionnelle de 1982) ) only had effect in Canada.

## 外部連結
- Canada Act 1982 （页面存档备份，存于） on legislation.gov.uk
- Table of Constitutional Documents （页面存档备份，存于）
- Digital Reproduction of the Original Act on the Parliamentary Archives catalogue （页面存档备份，存于）